# 普雷萊斯內
50°1′30″N 36°27′23″E / 50.02500°N 36.45639°E
普雷萊斯內（烏克蘭語：Прелесне）是烏克蘭東部的村落，隸屬哈爾科夫州哈爾科夫區維利希夫卡市鎮。與斯洛博達村僅相隔內梅什利亞河，距離布拉日尼基4.5公里，距離哈爾科夫約19公里，始建於1933年，面積0.24平方公里，海拔高度156米，2001年人口231。